# Filles de Jésus Bon Pasteur
Ne doit pas être confondu avec Sœurs de Jésus Bon Pasteur ou Congrégation de Notre-Dame de Charité du Bon-Pasteur.
Les Filles de Jésus Bon Pasteur (en latin : Congregatio Filiarum Jesu Pastor Bonus) sont une congrégation religieuse féminine enseignante et hospitalière de droit pontifical.

## Histoire
En 1823, Tancrède et Juliette Colbert de Barolo ouvrent à Turin un refuge pour femmes anciennes condamnées, anciennes prostituées ou en détresse morale. Certaines parmi elles expriment le désir de consacrer leur vie au service de Dieu et des pauvres. Avec l'approbation de l'archevêque de Turin, la marquise de Barolo fonde les Sœurs pénitentes de Sainte Marie Madeleine le 14 septembre 1833. Elles sont approuvées par le pape Grégoire XVI en 1846.
Le nouvel institut a pour but la prière et la pénitence pour réparer les péchés du monde, de consacrer les âmes à la miséricorde divine et d'éduquer les filles et les garçons abandonnés ou en difficulté. La fondatrice offre à ses filles une spiritualité basée sur la Sainte Trinité et pour patronne sainte Marie Madeleine, modèle de pénitence. La direction spirituelle des sœurs est confiée au bienheureux Marc-Antoine Durando.
Les pénitentes de Turin donnent naissance aux Filles de sainte Marie-Madeleine de Verceil, qui deviennent rapidement une congrégation indépendante. Julie Falletti fonde d'autres instituts sous le nom de Bon Pasteur (semblable à la congrégation du Bon Pasteur) à Crémone (1854), Plaisance, (1869) et Crema (1871). Chaque communauté est indépendante bien qu'elles observent les mêmes constitutions. Alors que certaines restent des instituts de droit diocésain, les congrégations du Bon Pasteur de Plaisance et de Crema reçoivent respectivement l'approbation pontificale en 1947 et 1962. 
Les Sœurs du Bon Pasteur de Crémone fusionnent en 1965 avec celles de Plaisance, changeant le nom de la congrégation pour celui de Filles de Jésus Bon Pasteur. Elles sont rejointes par les pénitentes de Vercelli en 1971 puis par celles de Turin en 1975. Après le concile Vatican II, elles ouvrent leur champ d'apostolat aux missions, créant des maisons au Mexique, en Colombie et en Éthiopie.

## Activités et diffusion
Les principales activités des sœurs sont l'enseignement dans les écoles et instituts de formation pour femmes, la gestion de foyers d'accueil pour enfants orphelins ou handicapés, le soin des personnes âgées dans les maisons de repos et les missions. Elles travaillent également dans des hôpitaux et des centres de réadaptation.
Elles sont présentes en:
- Europe : Italie.
- Amérique : Colombie, Mexique, Pérou.
- Afrique : Érythrée.

La maison-mère est à Plaisance.
En 2017, la congrégation comptait 177 sœurs dans 23 maisons.